# Chalcoscirtus janetscheki
Chalcoscirtus janetscheki är en spindelart som först beskrevs av Denis 1957.  Chalcoscirtus janetscheki ingår i släktet Chalcoscirtus och familjen hoppspindlar. Inga underarter finns listade i Catalogue of Life.